# Érwin Ávalos
Érwin Benito de Jesús Lorenzo Ávalos del Río  (n. 27 de abril de 1983 en Caazapá) es un exfutbolista paraguayo. Se desempeñaba como delantero y su último equipo fue el 16 de Agosto de Caazapá.

## Trayectoria

### Inicios y debut enCerro Porteño
Ávalos debutó profesionalmente en el 2001 con el club Paraguayo Cerro Porteño, siendo parte del equipo que obtuvo los títulos de 2001 y 2004. Asimismo fue el goleador de la Primera División de Paraguay en el 2003.

### Santos
En el 2005 jugó un tiempo a préstamo para el Santos de Brasil para luego regresar al Cerro Porteño. Cuando se retiró de las canchas en una entrevista confesó que tomaba bebidas alcohólicas y estupefacientes antes de los partidos.

### Deportivo Toluca
En el 2006 Ávalos pasó a jugar al Deportivo Toluca de México y se volvió un histórico del club, tras no anotar ni un solo gol.

### Racing Club
En el 2007 se fue al Racing Club de Argentina donde anotó pocos goles y no rindió como se esperaba. El primero fue a San Lorenzo de Almagro en a derrota 4 a 3, Cristian Pellerano recuperó la pelota y toco para Domingo Salcedo, este tiro centro bajo para Erwin que fusilo de derecha a Agustín Orion y convertía su primer gol en el fútbol argentino y ponía el 2 a 0 parcial. Su segundo gol fue a Vélez Sarsfield, Gonzalo García metió un pelotazo cuando se jugaba los últimos 30 segundos de partido (iban 46mts:30seg), 2 defensores fueron a marcar a Facundo Sava olvidándose de Ávalos, El Colorado la bajo de cabeza y como llovía Erwin se resbaló y de casualidad le pego al arco y la pelota entró al palo derecho de Sebastian Peratta poniendo el primer y único gol del encuentro. En este torneo jugó 12 partidos e hizo 2 goles con un promedio de 0,16 de gol. Su último gol fue ante el mismo rival y la misma fecha pero del torneo Clausura Argentino 2008, Facundo Sava quiso definir de derecha pero su tiro le había salido débil, Ávalos apareció antes de que la pelota se fuera empujándola con su pierna derecha y abriendo el marcador 1 a 0 en el empate 1 a 1. En este torneo jugó 6 encuentro marcó un gol, y tuvo el mismo promedio de gol que en su anterior campeonato y se fue expulsado una vez (contra San Lorenzo de Almagro, luego de una terrible patada a Agustín Orion en la derrota 1 a 0, después de ese incidente no volvió a jugar más).

### Cerro Porteño
Ávalos regresó nuevamente a Cerro Porteño en el 2008

### Chacarita Juniors
En enero de 2010 fue a jugar a Chacarita Juniors donde su paso fue desapercibido, jugando poco y descendiendo con el equipo "Funebrero". Jugó 4 partidos con tan solo 1 gol, surgió luego de una jugada de Cachete Morales se enredó en el área, la pelota quedó sin dueño y Facundo Parra la recuperó y toco de primera hacia atrás para Emanuel Centurión, este lo vio solo a Erwin que fusilo de zurda ante la salida de Lucas Ischuk, descontando el partido y poniendo las cosa 2 a 1 con lo cual sería el resultado final.

### Sol de América
En el 2011 se sumó al Sol de América. Disputando 17 partidos y anotando 5 goles con igualdad de cantidad de asistencias (5) y sería el 4° goleador del equipo en esa temporada.

### 3 de Febrero
Luego fue al 3 de Febrero. Durante su paso en este equipo no logró anotar goles en sus 7 partidos disputados. Durante su paso en este equipo tuvo un encuentro amoroso con un transexual. Este acontecimiento de indisciplina le costó la expulsión del equipo.

### Fernando de la Mora
En el 2012 es contratado por Fernando de la Mora como refuerzo para aspirar llegar a la Primera División. En la temporada 2013 vuelve a firmar por Fernando de la Mora en busca de llegar a la Primera División donde estuvo por última vez en el año 2006. 

### Retiro
Como el jugador no daba resultado y empezó a ponerse fuera de forma, no se le renovó para la temporada 2014. Por lo que el jugador colgó los botines y se dedica a administrar una tienda de bebidas alcohólicas conocida en Paraguay como "Bodegol" de la cual es dueño.
En el 2019 vuelve del retiro y ficha en la liga amateur de su ciudad Caazapá por club el 16 de agosto. Y juega la copa Paraguay

### Retorno a la actividad profesional: 16 de agosto
Erwin Ávalos, uno de los máximos artilleros de la historia en el Ciclón, había dejado el fútbol oficial hace 5 años, pero que gracias a la Copa Paraguay regresó a la élite del fútbol paraguayo, esta vez jugando en el 16 de agosto de Caazapá. Debutó en la Copa de Paraguay en la cual disputó los 90 minutos aunque su equipo cayo abruptamente con un marcador de 6-0.

## Detalles futbolisicos
Erwin Avalos es el tercer goleador histórico de Cerro Porteño con 70 goles. El máximo goleador en la historia de Cerro Porteño es Virgilio Ferreira Romero con 90 goles.

## Características del jugador
Erwin se destaca por su potente físico y un remate de derecha con gran potencia.

## Equipos
| Club                     | País                | Año                 | PJ  | Anotado | Asistencia | Promedio |
| ------------------------ | ------------------- | ------------------- | --- | ------- | ---------- | -------- |
| Cerro Porteño            | Paraguay            | 2001 - 2006         | 133 | 48      | 11         | 0.36     |
| Santos                   | Brasil              | 2006 - 2007         | 17  | 1       | 0          | 0.06     |
| Deportivo Toluca         | México              | 2007                | 18  | 0       | 2          | 0        |
| Racing Club              | Argentina           | 2007 – 2008         | 18  | 3       | 3          | 0.17     |
| Cerro Porteño            | Paraguay            | 2008 - 2009         | 33  | 10      | 5          | 0.3      |
| Chacarita Juniors        | Argentina           | 2010                | 4   | 1       | 0          | 0.25     |
| Cerro Porteño (Préstamo) | Paraguay            | 2010                | 20  | 6       | 1          | 0.3      |
| Sol de América           | Paraguay            | 2011                | 17  | 5       | 5          | 0.29     |
| 3 de Febrero             | Paraguay            | 2011                | 7   | 0       | 0          | 0        |
| Fernando de la Mora      | Paraguay            | 2012 - 2013         | 21  | 13      | 9          | 0.62     |
| 16 de agosto de Caazapá  | Paraguay            | 2019 - 2021         | 1   | 0       | 0          | 0        |
| Total en su carrera      | Total en su carrera | Total en su carrera | 289 | 87      | 36         | 0.3      |

## Palmarés
| Temporada | Equipo        | Título                       |
| --------- | ------------- | ---------------------------- |
| 2001      | Cerro Porteño | Primera División de Paraguay |
| 2004      | Cerro Porteño | Primera División de Paraguay |
| 2005      | Cerro Porteño | Primera División de Paraguay |
| 2009      | Cerro Porteño | Primera División de Paraguay |